# José Luis Sánchez Solá
José Luis Sánchez Solá (* 31. Januar 1959 in Puebla, Puebla), auch bekannt unter dem Spitznamen El Chelís (span. Bezeichnung für das Madrider Jargon),  ist ein mexikanisch-spanischer Fußballtrainer.

## Leben
José Luis Sánchez Solá wurde zu Beginn der Zweitligasaison 2006/07 Cheftrainer seines Heimatvereins Puebla FC, bei dem er zuvor im Nachwuchsbereich tätig war. Gleich in seiner ersten Halbsaison führte er die Poblanos zur Meisterschaft der Apertura 2006 und erreichte die Aufstiegsfinals gegen die Dorados de Sinaloa, die die Clausura 2007 gewonnen hatten. Hier konnte Puebla sich knapp mit 1:1 und 3:2 durchsetzen und schaffte somit die Rückkehr in die Primera División. Dort trainierte Sánchez die Mannschaft noch bis August 2010.
Danach trainierte er zwischen Januar und August 2011 die Estudiantes Tecos und wird in der Apertura 2012 die Correcaminos de la UAT in der zweitklassigen Liga de Ascenso betreuen.

## Erfolge
- Mexikanischer Zweitligameister: 2006/07